# Gavino Murgia
Gavino Murgia (Nuoro, 1969) è un polistrumentista italiano.

## Biografia
Gavino Murgia, polistrumentista, inizia a 12 anni a suonare il sax alto da autodidatta e, grazie alla discoteca del padre, cresce ascoltando il jazz e la musica classica. Durante l'adolescenza inizia a suonare con vari gruppi pop e funky. Nel 1989 a Nuoro partecipò alla prima edizione dei Seminari di jazz, organizzati da Paolo Fresu e dalla cantante lirica Antonietta Chironi..
In seguito si reca a Siena per concorrere a far parte dell’Orchestra Giovanile Italiana di Jazz e lì conosce diversi musicisti con i quali fa diverse esperienze musicali. Nel contempo approfondisce le radici musicali della Sardegna, in particolare il cantu a tenore nel ruolo di bassu (il basso) e lo studio tradizionale delle launeddas. 
Durante la sua carriera ha suonato nei principali jazz festival europei ed extraeuropei con numerosi musicisti fra i quali:
Bobby McFerrin, Michel Godard, Gianluigi Trovesi, Antonello Salis, Mal Waldron, Don Moye, Roswell Rudd, Al di Meola, ecc.
Dal 2007 ha pubblicato diversi album.

## Discografia

### Album
- 2007,   Deep | Michel Godard – (CD, Album) Intuition Records INT 3415 2
- 2009,   Megalitico 5tet |  Gavino Murgia – (CD, Album) Mankosa 007
- 2010,   Giornale Di Bordo | Antonello Salis, Paolo Angeli, Hamid Drake – (CD, Album) Sardmusic SARDCD0013
- 2012,  Hungry People | Rabih Abou-Khalil / Gavino Murgia · Luno Biondini* · Michel Godard · Jarrod Cagwin – (CD, Album), World Village WVF 479078, A0101989780-0101
- 2012,  Soyeusement- Live in Noirlac | Michel Godard, Steve Swallow, Gavino Murgia, Bruno Helstroffer, Fanny Paccoud  – (CD, Album), Sommelier Du Son
- 2014, Stupor Mundi | Vincent Klink, Patrick Bebelaar, Michel Godard, Carlo Rizzo (musicista) – (CD, Album), Dml-Records DML 034
- 2016, Cantar Lontano | Officium Divinum – (CD, Album), E Lucevan Le Stelle Records CDELL172330
- 2017, Endless |  Luciano Biondini, Michel Godard, Patrice Héral (CD, Album), Megalitico 4tet (CD, Album) Abeat Records ABJZ176
- 2019, Sabir | Luca Curcio & Free Humans, (CD, Album), Megalitico 4tet (CD, Album) Visage Music VM 3021
- 2024,  Veste Rosa | Giuseppe Verdi, Flavio Boltro, Giuliano D'Amico, Fabio Giachino, Davide Liberti – (CD, Album) Casa Editions CDCASA51